# Resolutie 1332 Veiligheidsraad Verenigde Naties
Resolutie 1332 van de Veiligheidsraad van de Verenigde Naties werd unaniem door de
VN-Veiligheidsraad aangenomen op 14 december 2000.

## Achtergrond
In 1994 braken in de Democratische Republiek Congo etnische onlusten uit die onder meer werden veroorzaakt door de vluchtelingenstroom uit de buurlanden Rwanda en Burundi. In 1997 beëindigden rebellen de lange dictatuur van Mobutu en werd Kabila de nieuwe president.
In 1998 escaleerde de burgeroorlog toen andere rebellen Kabila probeerden te verjagen. Zij zagen zich gesteund door Rwanda en Oeganda. Toen hij in 2001 omkwam bij een mislukte staatsgreep werd hij opgevolgd door zijn zoon. Onder buitenlandse druk werd afgesproken verkiezingen te houden die plaatsvonden in 2006 en gewonnen
werden door Kabila. Intussen zijn nog steeds rebellen actief in het oosten van Congo en blijft de situatie er gespannen.

## Inhoud

### Waarnemingen
Men betreurde dat de vijandelijkheden in Congo doorgingen, de vele schendingen van het staakt-het-vuren en dat de inter-Congolese dialoog niet vooruit ging. Er waren wel akkoorden bereikt om de gevechten te staken en Congo had haar steun toegezegd aan de MONUC-missie. Men was ook bezorgd om de humanitaire situatie in Congo en de ernstige gevolgen van het conflict voor diens buurlanden. Verder was er bezorgdheid over de versnelde verspreiding van aids onder vooral vrouwen en meisjes door het conflict, de inzet van kindsoldaten en de bemoeilijkte hulpverlening aan veel vluchtelingen.

### Handelingen
De Veiligheidsraad verlengde de MONUC's mandaat tot 15 juni 2001. Alle partijen werden opgeroepen de vijandelijkheden te stoppen en de gesprekken op te voeren. Vooral Congo werd ook opgeroepen mee te werken met de MONUC-vredesmissie. De secretaris-generaal ging bijkomende militaire waarnemers sturen om toe te zien op het staakt-het-vuren.
Oeganda en Rwanda werden opgeroepen hun troepen uit Congo terug te trekken. Alle partijen werden ook opgeroepen de mensenrechten te respecteren en geen kindsoldaten meer in te zetten. Ook werden ze opgeroepen mee te werken met het panel van experts dat de illegale ontginning van Congolese natuurlijke bodemrijkdommen onderzocht.

## Verwante resoluties
- Resolutie 1316 Veiligheidsraad Verenigde Naties
- Resolutie 1323 Veiligheidsraad Verenigde Naties
- Resolutie 1341 Veiligheidsraad Verenigde Naties (2001)
- Resolutie 1355 Veiligheidsraad Verenigde Naties (2001)

Lijst ·  1285 ·  1286 ·  1287 ·  1288 ·  1289 ·  1290 ·  1291 ·  1292 ·  1293 ·  1294 ·  1295 ·  1296 ·  1297 ·  1298 ·  1299 ·  1300 ·  1301 ·  1302 ·  1303 ·  1304 ·  1305 ·  1306 ·  1307 ·  1308 ·  1309 ·  1310 ·  1311 ·  1312 ·  1313 ·  1314 ·  1315 ·  1316 ·  1317 ·  1318 ·  1319 ·  1320 ·  1321 ·  1322 ·  1323 ·  1324 ·  1325 ·  1326 ·  1327 ·  1328 ·  1329 ·  1330 ·  1331 ·  1332 ·  1333 ·  1334